# Bellenden Hutcheson
Bellenden Seymour Hutcheson, né le 16 décembre 1883 à Mount Carmel en Illinois aux États-Unis et mort le 9 avril 1954 à Cairo en Illinois, était un médecin militaire canadien de la Première Guerre mondiale. Il a été décoré de la croix de Victoria, la plus haute récompense des forces du Commonwealth. Il fait partie des sept Canadiens qui l'ont reçu pour leurs actions le même jour, le 2 septembre 1918, le long de la ligne Drocourt-Quéant (en) près d'Arras en France alors qu'il était attaché au 75e Bataillon (en) du Corps expéditionnaire canadien (CEC), de nos jours, perpétué par The Toronto Scottish Regiment (Queen Elizabeth The Queen Mother's Own).

## Annexe